# Витенко, Василий Иванович
Василий Иванович Витенко (18 июля 1960, Теребовля, Тернопольская область — 30 января 2024, Тернополь, Украина) — советский и украинский библиотекарь-библиограф, общественный и культурный деятель, директор Тернопольской областной универсальной научной библиотеки. Сын педагога Ивана Анисимовича Витенко.

## Биография
Родился 18 июля 1960 года в г. Теребовля Тернопольской области.
В 1978 году окончил Теребовлянское культурно-просветительное училище, продолжил учёбу на библиотечном факультете Харьковского института культуры, который окончил в 1982 году.
Работал методистом Теребовлянской центральной районной библиотеки (1982), заместителем директора Тернопольской областной библиотеки для детей (1987). С 1993 года — директор Тернопольской областной универсальной научной библиотеки. Одновременно с 2002 года — преподаватель Национальной академии руководящих кадров культуры и искусств.
Одним из первых на Украине в 1993 году начал автоматизацию библиотечных процессов и формирования базы данных библиотечного каталога. В 2001 году создал сайт Тернопольской областной универсальной научной библиотеки, в 2004 году — региональный информационный портала «Тернопольщина» и в следующем году — информационный ресурсный центр «Окно в Америку».
В 2004 году создал электронную библиотеку краеведческих изданий Тернопольской области, с 2005 года практиковал электронную доставку документов для библиотек области. Организатор издания более 100 сборников научно-методических, библиографических, обзорно-аналитических материалов.
Автор более 60 статей в научных сборниках, профессиональных журналах, периодических изданиях. Участник образовательных программ и стажировок в Италии, Германии, России, США. Автор серии библиографических указателей «Культура Тернопольщины» (2006), «Родом из Украины» (2007), посвящённых жизни и деятельности Ш. Й. Агнона, И. Огиенко, Ю. Словацкого, Р. Шухевича и др.
Член президиума Всеукраинской общественной организации «Украинская библиотечная ассоциация» (1995—2009). Лауреат почётного знака отличия Украинской библиотечных ассоциации «За преданность библиотечному делу» (2003). Заслуженный работник культуры Украины (2012).
Умер 30 января 2024 года в Тернополе на 64-м году жизни.

## Труды
- Вітенко, В. І. Тернопільська обласна універсальна наукова бібліотека  / В. І. Вітенко // Українська бібліотечна енциклопедія / Національна бібліотека України імені Ярослава Мудрого. — Електрон. текст. і граф. дані. — [Київ], cop. 2017.
- Вітенко, В. Тернопільській обласній універсальній науковій бібліотеці — 75 [Текст] / В. Вітенко // Бібліотечна планета. — 2014. — № 4. — С. 29—31. — (Ювілеї та ювіляри).
- Вітенко, В. Тернопільська обласна універсальна наукова бібліотека: віхи історії, розвиток та сьогодення / В. Вітенко // Бібліотеки області: віхи історії та тенденції розвитку: матеріали наук.-практ. конф. (2 груд. 2009 р., м. Тернопіль). — Тернопіль, 2010. — С. 5—18.
- Вітенко, В. Електронні ресурси публічних бібліотек Тернопільскої області: проблеми створення та використання // Бібліотечний форум України. — 2006. — № 4. — С. 23—26. — (Інтернет-технології в бібліотеках).
- Вітенко, В. Європейські стратегії розвитку культури: бібліотеки Німеччини // Бібліотечний форум України. — 2005. — № 3. — С. 62—64. — (Досвід зарубіжних країн).
- Вітенко В. Експеримент на Рівненщині: «за» і «проти» // Бібліотечний форум України. — 2005. — № 2. — С. 22—23. — (Бібліотечна мережа).
- Вітенко В.І. Книжкова скарбниця Тернопілля // Бібліотечна орбіта інформаційного суспільства: До 60-річчя заснування Закарпатської обласної універсальної наукової бібліотеки. — Ужгород, 2005. — С. 331—333.
- Вітенко, В. Бібліотечно-інформаційні ресурси Тернопільщини: тенденції розвитку // Бібліотечна планета. — 2004. — № 2. — С. 19—21.
- Вітенко В. Книжкова скарбниця Тернопілля: [ТОУНБ] // Бібліотечна планета. — 2004. — № 4. — С. 22—23. — (Бібліотеки-ювіляри).
- Вітенко, В.І. Доступ до Інтернет-ресурсів у публічних бібліотеках Тернопільщини // Інтернет-центри в публічних бібліотеках: Збірка статей. — Київ, 2003. — С. 34—37.
- Вітенко, В. І. Технологія створення електронної бібліотеки: підходи та перспективи // Електронні ресурси бібліотек. — Кіровоград, 2003. — С. 69—78.
- Вітенко, В. Зміна технологічного середовища бібліотеки в умовах комп’ютеризації бібліотечних процесів: [Доповідь на Всеукраїнській науково-практичній конференції «Роль обласної універсальної наукової бібліотеки в інформаційному просторі регіону» у м. Луганську 13-19 жовтня 2002 р.].